# Skarðsaxlir
Skarðsaxlir är en bergstopp i republiken Island. Den ligger i regionen Västfjordarna, 250 km norr om huvudstaden Reykjavík. Toppen på Skarðsaxlir är 694 meter över havet.
Trakten runt Skarðsaxlir är nära nog obefolkad, med mindre än två invånare per kvadratkilometer. Det finns inga samhällen i närheten. Trakten runt Skarðsaxlir är permanent täckt av is och snö.